# Liste der Mühlen am Sickersbach und am Wehrbach
Die Liste der Mühlen am Sickersbach und am Wehrbach führt alle Mühlenbauten am Mainzufluss Sickersbach und seinem Hauptoberlauf Wehrbach im Regierungsbezirk Unterfranken in Bayern auf. Der Sickersbach fließt in seinem fast 14 km langen, im Wesentlichen nordwestlichen Lauf im Steigerwaldvorland an zehn ehemaligen Mühlenbetrieben vorbei.

## Historischer Hintergrund
Kleinere Mühlenbetriebe entlang der Flüsse sind im südlichen Steigerwaldvorland erst im Spätmittelalter nachweisbar. Als älteste Anlage entlang des Sickersbachs kann die bereits im 14. Jahrhundert nachweisbare Hagenmühle gelten. Die relativ geringe Mühlendichte hängt mit dem niedrigen Wasserstand des Baches zusammen. Das Wasser war ein wertvolles Gut, um das regelmäßig gestritten wurde. Dabei rief man zur Schlichtung die Wassergrafen an. Die verschiedenen Herrschaften, die sich entlang der Sicker etablierten, trugen zu diesen Konflikten bei.
Im Jahr 1479 gingen die Müller der sechs zwischen Mainbernheim und Kitzingen entstandenen Mühlen gegen ihre Iphöfer Kollegen vor. Mit einem Wehr hatten die Iphöfer das Wasser gestaut, sodass weiter flussabwärts die Mühlräder stillstanden. Schließlich einigten sich das Hochstift Würzburg (Iphofen) und die Markgrafen von Brandenburg-Ansbach (Kitzingen, Mainbernheim) darauf, dass die Iphöfer Stadtmühle nur noch an ausgewählten Tagen im Jahr das Wasser stauen durfte. 1497 kam es zu einem ähnlichen Streit zwischen den Mainbernheimer und den Kitzinger Müllern.
Der herrschaftliche Zugriff auf die Mühlenbetriebe erhöhte sich im Laufe der Frühen Neuzeit erheblich. Die einzelnen Betriebe waren als Lehen an unterschiedliche Obrigkeiten gebunden. So war die Nährenmühle dem Hochstift Würzburg zugeordnet, die Kellersmühle gehörte zum Kloster Ebrach, die Galgenmühle dagegen den Hohenlohe-Brauneck und die Hagenmühle war dem Spital Kitzingen zugeordnet. Größte Förderer der Mühlen am Bach waren aber die Markgrafen von Brandenburg-Ansbach, die die Ansiedlung der meisten Betriebe um Mainbernheim forcierten.
Bereits in der Mitte des 18. Jahrhunderts begann eine Entwicklung, die schließlich in der Ablösung der Müller endete. Fortan waren sie echte Besitzer der Anlagen, sodass die Betriebe nun auch vererbt werden konnten. Im 20. Jahrhundert begann das Mühlensterben, weil die kleinen Betriebe entlang der Mainzuflüsse gegen größere Unternehmen nicht in Konkurrenz treten konnten. Die Mühlen in Mündungsnähe konnten sich länger halten, als solche weiter flussaufwärts. Als letzte Mühle am Sickersbach wurde 1999 die Galgenmühle stillgelegt.

## Mühlenliste
Die Ordnung in der Liste richtet sich nach der Lage der Mühlen und folgt dem Bachlauf von der Quelle des Wehrbaches im Steigerwald, dem Zusammenfluss mit dem Sickersbach bei Iphofen, bis zur Mündung des Baches in den Main bei Kitzingen-Hohenfeld. Blau unterlegte Gliederungsüberschriften nennen die Gemarkungen, auf denen die Mühlen standen oder noch stehen. Die Kurzbeschreibung zu jeder Mühle erwähnt, wenn diese heute noch eigener Ortsteil einer Gemeinde ist.
Die mit Abstand meisten Mühlen befinden sich um Mainbernheim, das in seiner Gemarkung keinen anderen, vergleichbar schüttungsstarken Bach besitzt. Dem Wehrbach gelingt es lediglich in seinem Unterlauf genügend Fließgeschwindigkeit aufzubauen, um eine Mühle anzutreiben.
| Name                    | Bach        | Typ                        | Erhaltungszustand             | Beschreibung | Lage                             | Bild |         |
| Iphofen                 | Iphofen     | Iphofen                    | Iphofen                       | Iphofen | Iphofen                          | Iphofen | Iphofen |
| ----------------------- | ----------- | -------------------------- | ----------------------------- | --- | -------------------------------- | --- | ------- |
| Spitalmühle             | Wehrbach    | Getreide- und Lohmühle     | weitgehend erhalten           | Erstmals erwähnt wurde die Mühle bereits im Jahr 1376, was sie zu einer der ältesten entlang des Sickersbachs/Wehrbachs macht. Sie liegt am Iphöfer Stadtgraben, der vom Wehrbach gespeist wird. Lange Zeit war die Anlage in Besitz des Benediktinerinnenklosters Kitzingen, später war sie der Iphöfer Stadtpfarrkirche zugeordnet. Die erhaltenen Baulichkeiten sind als Baudenkmäler eingeordnet. | 49° 42′ 11,5″ N, 10° 15′ 23,1″ O | Spitalmühle |         |
| Gumpertsmühle           | Sickersbach | Getreide- und Schneidmühle | weitgehend erhalten, erneuert | Die Gumpertsmühle wurde im Jahr 1603 erstmals erwähnt. Sie hatte wechselnde Eigentümer, das Spital in Iphofen, die Zisterzienser von Ebrach, und wurde von Bestandsmüllern betrieben. Heute ist die Mühle ein Ortsteil von Iphofen. | 49° 42′ 22,8″ N, 10° 14′ 30,6″ O | Bild gesucht Die Wikipedia wünscht sich an dieser Stelle ein Bild vom hier behandelten Ort. Falls du dabei helfen möchtest, erklärt die Anleitung , wie das geht. BW |         |
| Mainbernheim            |             |                            |                               | |                                  | |         |
| Kettenmühle             | Sickersbach | Getreidemühle              | weitgehend erhalten, erneuert | Die Kettenmühle (auch Schecksmühle, obere Mühle) ist erstmals 1563 urkundlich nachweisbar. Sie war Kundenmühle vor allem für Mainbernheim und Buchbrunn und wurde von unterschiedlichen Müllern betrieben. Zeitweise war die Mühle im 19. Jahrhundert ein Ortsteil von Mainbernheim. | 49° 42′ 24,2″ N, 10° 13′ 58,9″ O | Bild gesucht Die Wikipedia wünscht sich an dieser Stelle ein Bild vom hier behandelten Ort. Falls du dabei helfen möchtest, erklärt die Anleitung , wie das geht. BW |         |
| Kellersmühle            | Sickersbach | Getreide- und Schneidmühle | weitgehend erhalten           | Die Kellersmühle (auch Burleinsmühle, Klostermühle, Mittelmühle, Dornheimer Mühle oder schöne Mühle) war zeitweise als Lehen des Klosters Ebrach an verschiedene Pachtmüller vergeben. Zeitweise hatte ein brandenburgischer Amtskeller die Mühle inne, was zur heutigen Benennung führte. Die Baulichkeiten der Mühle sind als Baudenkmal vermerkt.                                                  | 49° 42′ 26,3″ N, 10° 13′ 28,4″ O | Bild gesucht Die Wikipedia wünscht sich an dieser Stelle ein Bild vom hier behandelten Ort. Falls du dabei helfen möchtest, erklärt die Anleitung , wie das geht. BW |         |
| Nährenmühle             | Sickersbach | Getreidemühle              | weitgehend erhalten, erneuert | Die Nährenmühle (auch Krämersmühle, Nähermühle) war Lehen der Stadt Iphofen und wurde als solches an verschiedene Bestandsmüller vergeben. Erstmals ist sie urkundlich im Jahr 1594 genannt. Die Mühle wurde vor allem als Kundenmühle für Mainbernheim, Michelfeld und Rödelsee betrieben. Zeitweise war sie im 19. Jahrhundert ein eigenständiger Ortsteil von Mainbernheim.                        | 49° 42′ 25,9″ N, 10° 13′ 19,9″ O | Bild gesucht Die Wikipedia wünscht sich an dieser Stelle ein Bild vom hier behandelten Ort. Falls du dabei helfen möchtest, erklärt die Anleitung , wie das geht. BW |         |
| Walkmühle               | Sickersbach | Getreide- und Walkmühle    | weitgehend erhalten, erneuert | Die Walkmühle (auch Grabenmühle, Hautschenmühle, Neumühle) wurde seit 1715 auch als einzige Vollmühle am Sickersbach betrieben. Die Anlage wurde deshalb auch von „Müllersdynastien“ bewohnt, die mit der Mehl- und Textilverarbeitung Geld verdienten. Die Walkmühle war im 19. Jahrhundert zeitweise ein Mainbernheimer Ortsteil.                                                                   | 49° 42′ 30,1″ N, 10° 13′ 4,1″ O  | Bild gesucht Die Wikipedia wünscht sich an dieser Stelle ein Bild vom hier behandelten Ort. Falls du dabei helfen möchtest, erklärt die Anleitung , wie das geht. BW |         |
| Neumühle                | Sickersbach | Getreide- und Schneidmühle | weitgehend erhalten, erneuert | Die Neumühle (auch Rußenmühle, untere Mühle) wurde um 1735 als jüngste der Mainbernheimer Anlagen errichtet. Sie unterhielt sowohl einen Mahl- als auch einen Schneidgang. Zeitweise war die Mühle im 19. Jahrhundert ein Mainbernheimer Ortsteil | 49° 42′ 46,1″ N, 10° 12′ 33,7″ O | Bild gesucht Die Wikipedia wünscht sich an dieser Stelle ein Bild vom hier behandelten Ort. Falls du dabei helfen möchtest, erklärt die Anleitung , wie das geht. BW |         |
| Kitzingen-Sickershausen |             |                            |                               | |                                  | |         |
| Dorfmühle               | Sickersbach | Getreide- und Schneidmühle | weitgehend erhalten, erneuert | Die Dorfmühle von Sickershausen war um 1600 im Besitz der Gemeinde. Später vergab man die Anlage an unterschiedliche Müller, die sie als Kunden- und Handelsmühle betrieben. Im Jahr 1966 wurde die Anlage stillgelegt. | 49° 43′ 20,9″ N, 10° 11′ 7,7″ O  | Bild gesucht Die Wikipedia wünscht sich an dieser Stelle ein Bild vom hier behandelten Ort. Falls du dabei helfen möchtest, erklärt die Anleitung , wie das geht. BW |         |
| Kitzingen               |             |                            |                               | |                                  | |         |
| Galgenmühle             | Sickersbach | Getreide- und Schneidmühle | weitgehend erhalten, erneuert | Die Galgenmühle (auch Gollersmühle) ist die Mühle, deren Betrieb 1999 als letztes aufgegeben wurde. Sie ist zugleich mit ihrer urkundlichen Ersterwähnung von 1415 eine der älteren Mühlen entlang des Baches. Die Mühle war im 19. Jahrhundert zeitweise ein Ortsteil von Kitzingen. | 49° 43′ 44,8″ N, 10° 10′ 48,7″ O | Bild gesucht Die Wikipedia wünscht sich an dieser Stelle ein Bild vom hier behandelten Ort. Falls du dabei helfen möchtest, erklärt die Anleitung , wie das geht. BW |         |
| Kitzingen-Hohenfeld     |             |                            |                               | |                                  | |         |
| Hagenmühle              | Sickersbach | Getreide- und Schneidmühle | weitgehend erhalten           | Die Hagenmühle im Norden von Hohenfeld wurde im Jahr 1612 errichtet. Eine solche Anlage ist bereits seit 1347 an derselben Stelle nachgewiesen, was die Hagenmühle zum ältesten Betrieb am Sickersbach macht. Die Hagenmühle ist heute ein Ortsteil der Großen Kreisstadt Kitzingen. Die Bauten der Mühle sind Baudenkmal eingeordnet.                                                                | 49° 43′ 47,7″ N, 10° 10′ 13,7″ O | Bild gesucht Die Wikipedia wünscht sich an dieser Stelle ein Bild vom hier behandelten Ort. Falls du dabei helfen möchtest, erklärt die Anleitung , wie das geht. BW |         |